# Antonella Steni
Antonella Steni, nome d'arte di Antonietta Stefanini (Montefiascone, 3 dicembre 1926 – Bologna, 18 gennaio 2016), è stata un'attrice italiana.

## Biografia
La sua attività artistica ebbe inizio sin dall'infanzia nell'ambito del teatro leggero e del varietà, per poi spaziare anche nel cinema brillante nel quale ha interpretato ruoli diversi.
Con l'avvento della televisione e prima ancora alla radio, dove nel 1952 era entrata nella Compagnia del teatro comico musicale di Roma, ha lavorato spesso a fianco di importanti attori brillanti, soprattutto insieme all'amico Elio Pandolfi: negli anni sessanta, al fianco dell'imitatore Alighiero Noschese, lei e Pandolfi lavorarono con successo in riviste musicali satiriche, quali Scanzonatissimo e Urgentissimo di Dino Verde.
Nei primi anni sessanta fece anche, saltuariamente, del doppiaggio, per la compagnia ARS. Diede la voce, per esempio, a Pascale Petit, Gianna Maria Canale, Annie Gorassini e Moira Orfei.

Nella compagnia del teatro comico di Radio Rai di Roma (1952): in piedi (da sinistra) Nino Manfredi, Renato Turi, Elio Pandolfi, Silvio Noto, Clely Fiamma, Italo Carelli, Carlo Giuffré, seduti Deddi Savagnone, Wanda Tettoni, Silvio Gigli, Antonella Steni e Giusi Raspani Dandolo

Negli anni ottanta creò una fortunata e longeva compagnia teatrale insieme a Riccardo Garrone.
Partner di Antonella Steni fu Renato Cortesi negli spettacoli La signora di mezza età (1997) e Aspira... polvere di stelle (2000).
Lavorò per l'ultima volta in teatro nel 2007, nella commedia musicale dedicata a Édith Piaf L'hymne à l'amour, di Giuseppe Manfridi, per la regia di Carlo Lizzani.
È morta a Bologna, dove si era ritirata da tempo, presso la famiglia del suo secondo marito, il produttore Mario Smeriglio.

## Filmografia
- Scipione l'Africano, regia di Carmine Gallone (1937)
- Crispino e la comare, regia di Vincenzo Sorelli (1938)
- Rascel-Fifì, regia di Guido Leoni (1957)
- Le signore, regia di Turi Vasile (1960)
- Nerone '71, regia di Filippo Walter Ratti (1962)
- Scanzonatissimo, regia di Dino Verde (1963)
- Obiettivo ragazze, regia di Mario Mattoli (1963)
- 2 mattacchioni al Moulin Rouge, regia di Giuseppe Vari (1964)
- Peggio per me... meglio per te, regia di Bruno Corbucci (1967)
- Le 7 cinesi d'oro, regia di Vincenzo Cascino (1967)
- Addio mamma, regia di Mario Amendola (1967)
- La notte pazza del conigliaccio, regia di Alfredo Angeli (1967)
- Il tigre, regia di Dino Risi (1967)
- Nel sole, regia di Aldo Grimaldi (1967)
- Il ragazzo che sorride, regia di Aldo Grimaldi (1968)
- Colpo di sole, regia di Mino Guerrini (1968)
- Brutti di notte, regia di Giovanni Grimaldi (1968)
- L'oro del mondo, regia di Aldo Grimaldi (1968)
- Pensando a te, regia di Aldo Grimaldi (1969)
- La ragazza del prete, regia di Domenico Paolella (1970)
- Bastardo, vamos a matar, regia di Gino Mangini (1971)
- Bisturi - La mafia bianca, regia di Luigi Zampa (1973)
- Grandi magazzini, regia di Castellano e Pipolo (1986)
- L'ultimo capodanno, regia di Marco Risi (1998)
- Frigidaire - Il film, regia di Giorgio Fabris (1998)

## Varietà radiofonici Rai

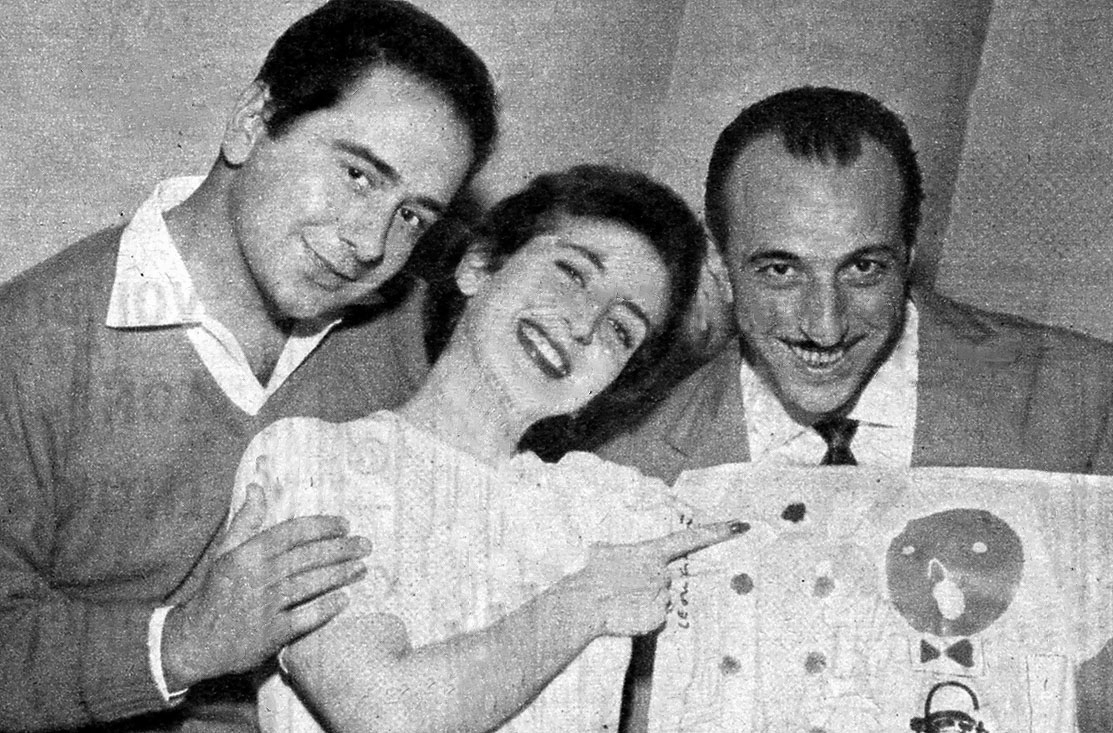
Elio Pandolfi, Antonella Steni e Renato Turi nel programma Le voci della fortuna Radio Rai 1957

- Campidoglio, settimanale domenicale di vita romana.
- Cappello a cilindro, fantasia in un atto e molti quadri realizzata da Antonio Amurri, 1962.
- Venti e trenta express, varietà di Faele e Verde, regia di Silvio Gigli 1962.
- I discoli per l'estate, un programma di Dino Verde, regia di Arturo Zanini, 1975.

## Varietà televisivi Rai
- Za-Bum (Secondo Programma, 1964)
- Finalmente domenica (Secondo Programma, 1972)